# Patellapis subpatricia
Patellapis subpatricia är en biart som först beskrevs av Embrik Strand 1911.  Patellapis subpatricia ingår i släktet Patellapis och familjen vägbin. Inga underarter finns listade i Catalogue of Life.